# Crónica de Ioakim
La Crónica de Ioakim (en ruso: Иоакимовская Летопись, también escrito como Joachim o Ioachim) es una crónica descubierta en el siglo XVIII por el historiador ruso Vasili Tatíschev. El historiador suponía que fue escrita por el primer arzobispo de Nóvgorod, Joaquín Korsúnianin. Se cree que la crónica es una compilación del siglo XVII que recoge fuentes anteriores que describen acontecimientos del siglo X y el siglo XI relativos a la República de Nóvgorod y el Rus de Kiev. 
La crónica original se perdió y su contenido es conocidos a través de la Historia de Rusia (История Российская) de Tatíschev, aunque los historiógrafos de Tatíschev creen que la información que allí aparece es dudosa, ya que en su última edición del libro, la información es mucho más detallada, mientras que no cita más fuentes. Nikolái Karamzín sostenía que se trataba de una broma de Tatíschev. De hecho, las fuentes de Tatíschev son tan problemáticas que el historiógrafo Yákov Solomónovich Lurié denominó «información de Tatíschev» a los datos que solo se encontraban en obras del historiador. De todos modos, Tatíschev concluyó que la crónica había sido escrita por Ioakim Korsúnianin, el primer obispo de Nóvgorod (obispo de 989 hasta su muerte en 1030). Estudios más recientes indican que la crónica pudo haber sido compilada por el Patriarca  Joaquín (Patriarca de Moscú de 1674 a 1690).